# Baza negre
El baza negre (Aviceda leuphotes) és un ocell rapinyaire de la família dels accipítrids (Accipitridae). Habita zones de bosc i selva de l'Àsia meridional, al sud-oest i nord-est de l'Índia, el Nepal, nord de Bangladesh, sud-est de la Xina, Hainan, Sud-est Asiàtic i les illes Andaman. Les poblacions septentrionals migren cap al sud i arriben fins a Sri Lanka, Sumatra i Java. El seu estat de conservació es considera de risc mínim.